# RSM-56 Bulava
O RSM-56 Bulava é um míssil balístico lançado de submarino desenvolvido para a Marinha russa sendo lançado pelos submarinos classe borei, possui capacidade de lançar ogivas nucleares, biológicas e químicas compõe uma parte da tríade nuclear russa.

## Especificações
| [ 2 ]                                                                                         | Bulava R-30       |
| --------------------------------------------------------------------------------------------- | ----------------- |
| Numero de estágios                                                                            | 3                 |
| Comprimento do míssil montado sem seção frontal                                               | 11.5 m            |
| Diâmetro máximo da estrutura do míssil (sem estabilizadores, pistas, elementos salientes), m  | 2 m               |
| Peso de lançamento, toneladas                                                                 | 36.8              |
| Comprimento total do míssil como uma unidade com recipiente de lançamento (com seção frontal) | 12.1 m            |
| Peso de arremesso                                                                             | 1,150 kg          |
| Peso por tonelada                                                                             | 31.25 ton         |
| Ogiva                                                                                         | 6-10 × 100-150 kt |
| Alcance operacional                                                                           | 8,000-15,000 km   |
| Precisão, CEP (metros)                                                                        | 120-350           |
| Navegação                                                                                     | GLONASS           |
| Entrada em serviço                                                                            | 2018–presente     |

## Usuários
Rússia
- Marinha da Rússia - 80 mísseis[3]